# Hawley (Minnesota)
Hawley – miasto w Stanach Zjednoczonych, w stanie Minnesota, w hrabstwie Clay.